# 2003 год в футболе
В этой статье описываются события, произошедшие в футболе в 2003 году.

## Победители европейских чемпионатов
- Англия: «Манчестер Юнайтед»
- Германия: «Бавария»
- Испания: «Реал Мадрид»
- Италия: «Ювентус»
- Нидерланды: ПСВ
- Португалия: «Порту»
- Украина: «Динамо Киев»
- Франция: «Лион»

## Победители южноамериканских чемпионатов
- Аргентина:
  - Клаусура 2002/2003: «Ривер Плейт»
  - Апертура 2003/2004: «Бока Хуниорс»
- Бразилия 2003: «Крузейро» (также выиграл Кубок Бразилии и стал чемпионом  штата)
  -  Лига Паулиста: Коринтианс
  -  Лига Кариока: Васко да Гама
- Колумбия:
  - Апертура: «Онсе Кальдас»
  - Финализасьон: «Депортес Толима»
- Парагвай: «Либертад»
- Уругвай: «Пеньяроль»
- Мексика:
  - Клаусура 2002/2003: «Монтеррей»
  - Апертура 2003/2004: «Пачука»

## Сезон в России

### Чемпионат России
Основная статья: Чемпионат России по футболу 2003

#### Пьедестал почёта
1. ЦСКА (Москва) — 59 очков
2. «Зенит» (Санкт-Петербург) — 56 очков
3. «Рубин» (Казань) — 53 очка

#### Неудачники
…
15. «Уралан» (Элиста) — 28 очков
16. «Черноморец» (Новороссийск) — 24 очка

#### Лучшие бомбардиры
1. Дмитрий Лоськов «Локомотив» — 14 мячей.
2-3. Валерий Есипов «Ротор» (Волгоград) — 13 мячей
2-3. Александр Кержаков, "Зенит" Санкт-Петербург- 13 мячей

### Кубок России
Основная статья: Кубок России по футболу 2003/2004
«Спартак» — «Ростов» — 1:0

### Кубок РФПЛ
Основная статья: Кубок российской премьер-лиги
«Зенит» — «Черноморец» — 3:0, 2:2

### Суперкубок России
Основная статья: Суперкубок России по футболу
«Локомотив» — ЦСКА — 1:1 (4:3 пен.)

## Международные клубные турниры

### Лига Чемпионов УЕФА
Манчестер, «Олд Траффорд». «Ювентус» — «Милан» — 0:0, пен — 2:3.

### Кубок УЕФА
Севилья. «Рамон Санчес Писхуан». «Селтик» — «Порту» — 2:3, д.в.

### Суперкубок УЕФА
Монако. «Луи 2». «Милан» — «Порту» — 1:0

### Кубок Либертадорес
Финал.
- Буэнос-Айрес. «Бомбонера».  «Бока Хуниорс» —  «Сантос» — 2:0
- Сан-Паулу. «Морумби».  «Сантос» —  «Бока Хуниорс» — 1:3

### Южноамериканский кубок
Финал.
- Буэнос-Айрес. «Монументаль».  «Ривер Плейт» —  «Сьенсиано» (Куско) — 3:3
- Арекипа. «УНСА».  «Сьенсиано» —  «Ривер Плейт» — 1:0

### Рекопа Южной Америки
- Лос-Анджелес. «Мемориальный Колизей».  «Олимпия» —  «Сан-Лоренсо» — 2:0

### Кубок Содружества
Москва. «Олимпийский». «Шериф» (Тирасполь) — «Сконто» (Рига) — 2:1

### Межконтинентальный кубок
Йокогама. Международный стадион. «Бока Хуниорс» — «Милан» — 1:1, пен. — 3:1